# Чемпионат мира по настольному теннису 1956
Чемпионат мира по настольному теннису 1956 года прошёл с 2 по 11 апреля в Токио (Япония).

## Медали

### Команды
| Пол     | Золото                                                                 | Серебро                                                                              | Бронза                                                                                |
| ------- | ---------------------------------------------------------------------- | ------------------------------------------------------------------------------------ | ------------------------------------------------------------------------------------- |
| Мужчины | Япония · Итиро Огимура · Кэйсукэ Цунода · Тосиаки Танака · Ёсио Томита | Чехословакия · Иван Андреадис · Ладислав Штипек · Вацлав Тереба · Лудвик Выхановский | Китай · Ху Пинчуань · Цзян Юннин · Цзэн Хуайгуан · Ван Чуаньяо · Ян Чжайхуа           |
| Мужчины | Япония · Итиро Огимура · Кэйсукэ Цунода · Тосиаки Танака · Ёсио Томита | Чехословакия · Иван Андреадис · Ладислав Штипек · Вацлав Тереба · Лудвик Выхановский | Румыния · Матей Гантнер · Тибериу Харастоси · Пауль Пеш · Мирчя Попеску · Тома Рейтер |
| Женщины | Румыния · Анджелика Розяну · Шари Сас · Элла Целлер                    | Англия · Энн Хейдон · Диэйн Роув · Розалин Роу · Джилл Рук                           | Япония · Фудзиэ Эгути · Томи Окава · Ёсико Танака · Киико Ватанабэ                    |

### Спортсмены
| Разряд                   | Золото                       | Серебро                        | Бронза                           |
| ------------------------ | ---------------------------- | ------------------------------ | -------------------------------- |
| Мужской одиночный разряд | Итиро Огимура                | Тосиаки Танака                 | Ёсио Томита                      |
| Мужской одиночный разряд | Итиро Огимура                | Тосиаки Танака                 | Акио Нохира                      |
| Женский одиночный разряд | Томи Окава                   | Киико Ватанабэ                 | Фудзиэ Эгути                     |
| Женский одиночный разряд | Томи Окава                   | Киико Ватанабэ                 | Элла Целлер                      |
| Мужской парный разряд    | Итиро Огимура Ёсио Томита    | Иван Андреадис Ладислав Штипек | Вацлав Тереба Лудвик Выхановский |
| Мужской парный разряд    | Итиро Огимура Ёсио Томита    | Иван Андреадис Ладислав Штипек | Тосиаки Танака Кэйсукэ Цунода    |
| Женский парный разряд    | Анджелика Розяну Элла Целлер | Фудзиэ Эгути Киико Ватанабэ    | Томи Окава Ёсико Танака          |
| Женский парный разряд    | Анджелика Розяну Элла Целлер | Фудзиэ Эгути Киико Ватанабэ    | Диэйн Роув Энн Хейдон            |
| Микст                    | Эрвин Клейн Леа Неубергер    | Иван Андреадис Энн Хейдон      | Мотоо Фудзи Ёсико Танака         |
| Микст                    | Эрвин Клейн Леа Неубергер    | Иван Андреадис Энн Хейдон      | Тома Рейтер Элла Целлер          |